# Wolfella nasti
Wolfella nasti är en insektsart som beskrevs av Kramer 1965. Wolfella nasti ingår i släktet Wolfella och familjen dvärgstritar. Inga underarter finns listade i Catalogue of Life.